# Procambarus reimeri
Procambarus reimeri là một loài tôm thuộc họ Cambaridae. Đây là loài đặc hữu của the Upper Irons Fork của sông Ouachita basin ở Polk County, Arkansas.